# Syzygium benjaminum
Syzygium benjaminum är en myrtenväxtart som beskrevs av Friedrich Ludwig Diels. Syzygium benjaminum ingår i släktet Syzygium och familjen myrtenväxter. Inga underarter finns listade i Catalogue of Life.